# Metropis albipennis
Metropis albipennis är en insektsart som beskrevs av Kusnezov 1929. Metropis albipennis ingår i släktet Metropis och familjen sporrstritar. Inga underarter finns listade i Catalogue of Life.